# État fédéral de 1848
Cet article concerne l'histoire de la Suisse de 1848 (formation de l'État fédéral) à 1914 (début de la Première Guerre mondiale). Pour l'histoire de la Suisse depuis 1914, voir Histoire de la Suisse depuis 1914.
depuis le 12 septembre 1848
Entités précédentes :
- Confédération des XXII cantons

L'État fédéral de 1848 est une des étapes de formation de la Confédération suisse et la période entre la Confédération des XXII cantons et le début du XXe siècle. À la suite de plusieurs luttes entre radicaux et conservateurs de la première moitié du XIXe siècle qui se sont achevées sur la guerre du Sonderbund, une nouvelle constitution fédérale est votée le 12 septembre 1848 qui définit un nouvel État fédéral et centralisé où les cantons ne sont plus indépendants mais « souverains » et cèdent certains de leurs privilèges à l'État fédéral. Cette constitution définit également les nouvelles institutions politiques, monétaires et économiques et institue la ville de Berne, où est construit le Palais fédéral, comme ville fédérale.
Sur le plan de la politique extérieure, la période est marquée par l'affaire de Neuchâtel entre 1856 et 1857, suivie de l'affaire de Savoie en 1860 où le Conseil fédéral envisage l'occupation du Chablais français et du Faucigny. En 1868, la Suisse obtient son seul débouché maritime avec le port de Bâle et son embouchure qui deviennent des eaux internationales. Pendant la guerre franco-prussienne de 1870, la Suisse mobilise mais se cantonne dans sa neutralité, accueillant de nombreux réfugiés qui seront les premiers bénéficiaires de l'aide de la Croix-Rouge récemment créée par Henri Dunant.
Sur le plan intérieur, le droit de référendum facultatif et celui d'initiative populaire sont progressivement accordés alors que le système majoritaire mis en place par les radicaux est abandonné en 1868 au profit du système proportionnel, permettant ainsi aux conservateurs catholiques d'obtenir un siège au Conseil fédéral en 1891. Dans la même lignée, la révision de la constitution de 1874 accorde encore de nouvelles prérogatives à l'État fédéral et le Tribunal fédéral s'établit à Lausanne. Cette révision a lieu pendant le Kulturkampf allemand dont les effets se font sentir également en Suisse par quelques articles constitutionnels restreignant les libertés de culte et d'expression, en particulier vis-à-vis du catholicisme, et amènent à la rupture des relations diplomatiques entre la Suisse et le Saint-Siège en 1874.
La centralisation du pouvoir se poursuit avec, en 1891, le monopole de l'émission des billets de banque confié à la Confédération qui crée pour cela la Banque nationale suisse. En 1898, le droit pénal et le droit civil dans leur entier deviennent la prérogative de l'État fédéral. C'est également à cette période que les premiers progrès sociaux, tels que la diminution du temps de travail quotidien, voient le jour.

## La Constitution de 1848

### Au sortir de la guerre

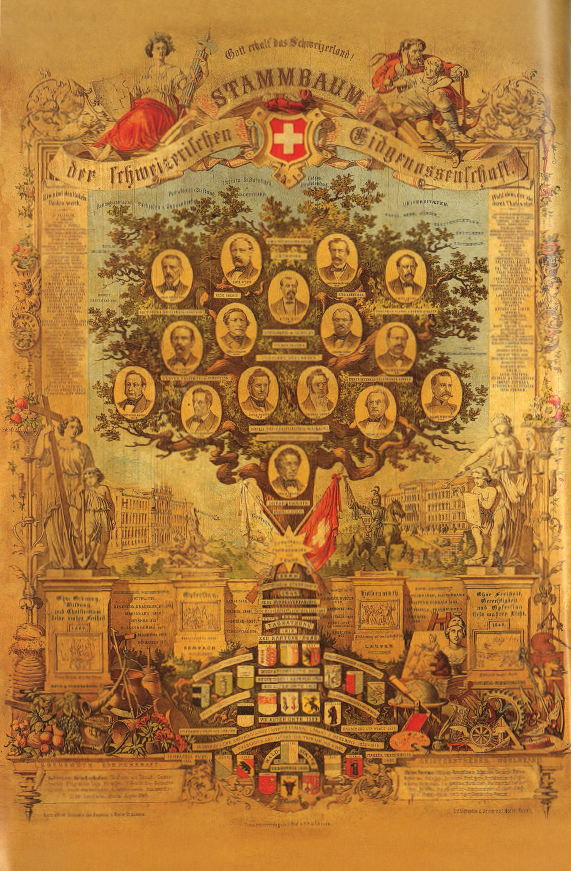
Affiche de propagande montrant l'histoire de l'État fédéral.

Lorsqu'éclate, à la fin du mois de février, la Révolution française de 1848, les différents mouvements radicaux de Suisse ont déjà pris le contrôle politique sur la quasi-totalité des cantons précédemment neutres ou hostiles à l'idée d'une révision du Pacte de 1815. La guerre du Sonderbund terminée, les dirigeants politiques de l'alliance séparatiste en fuite ou privés de mandats politiques, tout est en place pour lancer les travaux visant à créer de nouvelles structures étatiques. Le démarrage effectif des travaux va profiter de la dislocation provoquée par le « Printemps des peuples » des nations européennes qui, au mois de janvier encore, avaient exigé l'unanimité des cantons comme condition préalable à toute modification du Pacte fédéral.
Une commission, nommée par la Diète fédérale et regroupant 23 membres (un par canton et demi-canton, à l'exception de Neuchâtel et d'Appenzell-Rhodes Intérieures) dont certains des futurs « pères fondateurs » de la nation et majoritairement issus de gouvernements cantonaux, dirige le mouvement et regroupe ses propositions dans un rapport, déposé le 8 avril 1848. À la réunion plénière de la Diète du 15 avril, ce même groupe défend son projet tout en acceptant un certain nombre de compromis visant à minimiser les pouvoirs centralisés pour conserver, au niveau des cantons, un large pouvoir sur les domaines militaire, scolaire et routier ; ces concessions permettent aux députés cantonaux de la Diète d'accepter la nouvelle Constitution, rédigée par le Thurgovien Johann Konrad Kern et le Vaudois Daniel-Henri Druey en juin, avant que celle-ci ne soit soumise à la votation populaire entre juillet et août où le texte est approuvé par 15 cantons et demi contre 6 et demi (soit six membres du Sonderbund : Uri, Schwytz, Obwald, Nidwald, Zoug et Valais, rejoints par le canton du Tessin, où les pertes résultant de la suppression des droits de douane cantonaux jouent un rôle clé, et le demi canton d'Appenzell Rhodes-Intérieures). À Lucerne, les abstentions sont comptées comme des approbations alors que, dans le canton de Fribourg, seul le Grand Conseil mis en place par les radicaux se prononce. La participation à ce scrutin est variable, allant de moins de 20 % à Berne jusqu'à 88 % où le vote est obligatoire.
Le 12 septembre 1848, la Diète enregistre les résultats des votations cantonales, constate que la Constitution a été approuvée et prononce sa dissolution le 22 septembre comme prévu par les dispositions transitoires du texte approuvé, marquant ainsi la fin du Pacte de 1815.

### La Constitution fédérale de 1848

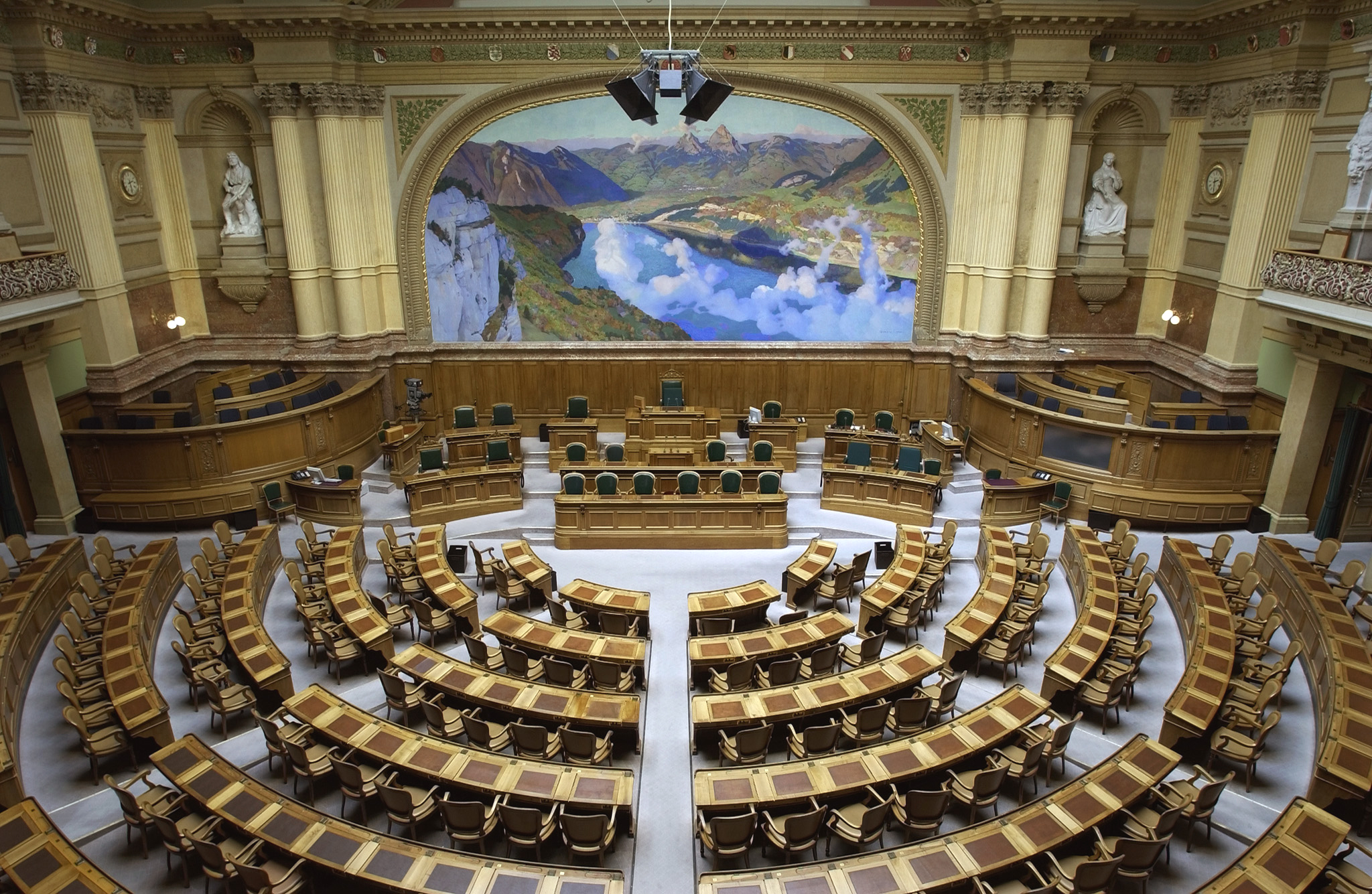
Le siège du Conseil national au palais fédéral de Berne.

Le texte approuvé par la population porte le nom officiel de « Constitution fédérale de la Suisse » et se compose d’un préambule, de 114 articles divisés en trois chapitres et est près de dix fois plus longue que le Pacte de 1815 qu'elle remplace : outre l'enregistrement d'exigences historiques, elle définit en effet de nouvelles institutions tout en offrant une possibilité d'évolution future. Deux de ses objectifs principaux, à savoir la garantie de l'indépendance du pays face à l'étranger et le maintien de l'ordre et de la paix à l'intérieur, sont directement repris du Pacte de 1815, alors que les deux autres objectifs principaux, à savoir la protection de la liberté et des droits des Confédérés et la promotion de la prospérité générale, sont entièrement nouveaux.
En lieu et place de la Diète fédérale formée de mandataires délégués par les autorités des cantons et sans pouvoir décisionnaire, la Constitution crée un pouvoir législatif formé de deux chambres, sur le modèle américain : le Conseil national, représentant le peuple et formé de « députés du Peuple suisse élus tous les trois ans au suffrage direct proportionnel, à raison d'un membre par chaque 20 000 âmes de la population totale », et le Conseil des États, où chacun des 22 cantons est représenté par deux délégués (un délégué pour chacun des demi-cantons) ; l'accord des deux chambres est nécessaire pour l'approbation des lois.
Le pouvoir exécutif, quant à lui, est incarné par le Conseil fédéral formé de sept membres élus par l'Assemblée fédérale pour trois ans dont l'un est élu « Président de la Confédération » pour une année, ce titre ne donnant toutefois aucun droit particulier au Conseiller. Le Conseil fédéral, dont chacun des membres est responsable d'un département, fonctionne en collégialité en formant l'autorité exécutive supérieure ; il ne peut être renversé, ni être contraint à la démission et ses membres sont perpétuellement rééligibles. Le Conseil fédéral dispose de sa propre administration ainsi qu'une chancellerie qui en est l'état-major.
Le pouvoir judiciaire est exercé par le Tribunal fédéral composé de 11 juges à temps partiel nommés par l'Assemblée et qui ne dispose pas de siège fixe et ne forme pas encore une institution permanente, cantonné aux affaires civiles.
Le « souverain » reste toutefois le peuple : le suffrage universel masculin est instauré pour la première fois en Europe et la liberté d'établissement, permettant le libre exercice des droits politiques fédéraux et cantonaux aux Suisses originaires d'autres cantons, est assurée. Outre l'élection des conseillers nationaux, les électeurs doivent également se prononcer par référendum obligatoire en cas de révision totale ou partielle de la Constitution. Une possibilité de révision totale du texte est également prévue si la demande réunit 50 000 signatures. Les citoyens disposent enfin du droit de pétition, qui n'a toutefois aucune valeur juridique contraignante.
L'article premier de la Constitution précise que la Confédération suisse est formée par l'ensemble des « cantons souverains de la Suisse [..], savoir Zurich, Berne, Lucerne, Uri, Schwytz, Unterwald (le Haut et le Bas), Glaris, Zoug, Fribourg, Soleure, Bâle (ville et campagne), Schaffhouse, Appenzell (les deux Rhodes), Saint-Gall, Grisons, Argovie, Thurgovie, Tessin, Vaud, Valais et Genève [..] ».
La nouvelle constitution transforme le pays d'une confédération d'États en un État fédéral, provoquant ainsi un déplacement d'une partie de la souveraineté des cantons à la Confédération. Selon l'étude de la commission, en effet « [..]la Suisse ne forme plus, comme avant la révolution de 1798, une simple alliance d'États souverains ». Les cantons exercent, en vertu du principe de subsidiarité du fédéralisme, tous les droits qui ne sont pas délégués à la Confédération. Toute modification de Constitution cantonale doit être approuvée par la Confédération qui doit se porter garante de la conformité à la Constitution fédérale, du maintien d'une certaine participation démocratique et de la possibilité d'une révision sur demande de la majorité des citoyens du canton.

### Premières élections, premières décisions

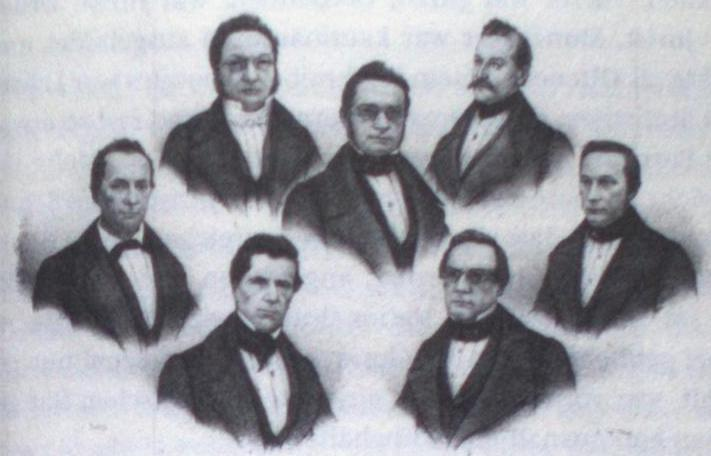
Le premier Conseil fédéral de 1848. Rang supérieur, de g. à d.: Henri Druey, Jonas Furrer, Ulrich Ochsenbein; rang inférieur, de g. à d.:
Martin J. Munzinger, Stefano Franscini, Wilhelm Matthias Naeff, Friedrich Frey-Herosé.

#### Chambres et Conseil
Pendant le mois d'octobre 1848, des élections sont organisées dans les cantons afin d'élire les députés. Après quelques escarmouches, en particulier dans le canton de Fribourg, les résultats sont proclamés et confirment la victoire des radicaux qui emportent plus de trois-quarts des sièges du Conseil national et 30 des 44 sièges du Conseil des États. Le 16 novembre 1848, le Parlement élit le premier conseil fédéral et son premier président, Jonas Furrer de Winterthour Les autres Conseillers fédéraux sont Henri Druey de Moudon, Ulrich Ochsenbein de Nidau, Martin Josef Munzinger d'Olten, Stefano Franscini de Bodio, Wilhelm Matthias Naeff d'Altstätten, Friedrich Frey-Herosé de Lindau.
Les premiers conseillers fédéraux, plutôt jeunes (37 à 57 ans), dont quatre sont juristes, appartiennent tous au parti radical, grand vainqueur des élections. Aucun canton du Sonderbund n'est représenté, deux conseillers, Munzinger et Franscini, étant toutefois catholiques. Aucun des sept conseillers ne vient d'une grande ville, ce qui aurait paru impensable une génération auparavant dans la mesure où les principales décisions se prenaient dans les anciens Vororte. Néanmoins, à l'époque, la Suisse était encore relativement rurale et l'ensemble des petites villes et des villages représentait une population bien plus importante que les grandes villes. Les conseillers nationaux de la campagne étaient ainsi largement majoritaires. Par ailleurs, l'évolution politique des années précédentes allait justement à l'encontre de la classe bourgeoise citadine, souvent conservatrice voire aristocratique. Il n'aurait donc pas été logique d'élire un membre d'une ancienne famille influente.
Dès le début, les Conseillers fédéraux suisses rejettent le faste et les honneurs. Alors que, depuis 1803, les préfets, maires et présidents de la Diète fédérale étaient appelés « Votre Excellence », les sept élus refusent ce titre. La simplicité de ce gouvernement, qui perdure encore à ce jour, contraste alors avec le protocole plus pompeux des pays voisins.

#### Siège des autorités fédérales
Pendant la même session, le choix de Berne comme « ville fédérale » est entériné, excluant ainsi les deux autres villes de Lucerne (dirigeante du Sonderbund) et Zurich (jugée trop excentrée) auparavant capitales par alternance du Vorort. Le siège des autorités fédérales n'est pas fixé dans la Constitution. La commission chargée de la rédiger a considéré, d'une part, qu'il n'était pas nécessaire que toutes siègent au même endroit (le Tribunal fédéral pouvant ainsi se rapprocher des lieux où se sont déroulés les faits pertinents) et que, d'autre part, le gouvernement pouvait, selon les circonstances, devoir se déplacer. 
En 1857, le premier bâtiment officiel (actuelle aile ouest du Palais fédéral) est inauguré et sert de siège pour l'Assemblée, l'administration et le gouvernement.

#### Droits de douane
Parmi les premiers dossiers qu'il doit traiter, le Conseil fédéral se penche sur le problème des droits de douane, devenu responsabilité de la Confédération : entre les tenants d'un protectionnisme et ceux du libre-échangisme, les chambres finissent par adopter un compromis qui, s'il favorise le libéralisme, garantit tout de même à la Confédération une manne financière indispensable. Cet art du compromis est à nouveau utilisé entre 1849 et 1850 lors des discussions sur l'unification monétaire où le franc suisse est finalement adopté contre le florin soutenu par les représentants des cantons de Suisse orientale et celle des poids et mesures du 23 décembre 1851, où le pied et la livre s'imposent contre le mètre et le kilogramme soutenus par les cantons romands. C'est également lors de ces premières sessions que l'Assemblée fédérale décide de nationaliser la poste et le réseau télégraphique et organise l'armée suisse par la loi du 1er mai 1850. De cette réorganisation militaire, les capitulations sont explicitement exclues de même le recrutement par les forces étrangères suspendu, à l'exception toutefois de la garde pontificale ; les traités encore en vigueur sont cependant honorés jusqu'à leur fin prévue, ce qui explique que le roi de Naples ait pu profiter de soldats mercenaires suisses pour assurer la défense de Gaète en 1860.

#### Formation

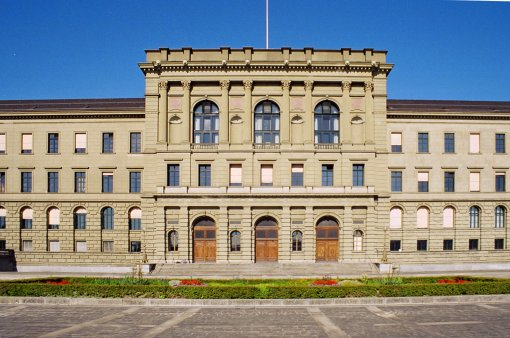
Le bâtiment principal de l'EPFZ.

En 1854, une majorité de circonstance se forme à l'Assemblée nationale entre les catholiques conservateurs et les Romands contre la volonté des radicaux de créer une université nationale à Zurich qui aurait pour but de « cimenter l'unité nationale et de former l'élite de demain ». Risque de centralisation de la culture et de la langue, concurrence déloyale aux académies et universités déjà existantes sur le territoire, le Conseil des États se prononce le 4 février 1854 contre la création d'une telle université, mais en faveur de l'école polytechnique fédérale de Zurich sur le modèle de son homonyme français, chargée de former les architectes, les ingénieurs et les techniciens locaux, jusqu'alors forcés de suivre leurs études à l'étranger. La décision finale tombe le 7 février 1854 et l'affaire passe alors à Zurich où l'établissement ouvre ses portes le 16 octobre 1855 à 71 étudiants et 160 auditeurs pour la première année.

#### Transports
En matière de chemin de fer, la Suisse accuse au début des années 1850 un important retard par rapport au reste de l'Europe. Le Conseil fédéral prend les choses en main et propose, le 7 avril 1851, un projet de loi créant un réseau ferroviaire géré directement par les cantons et la Confédération et financé par un plan de partenariat public-privé ; à la surprise des proposants, cette proposition est rejetée grâce à une majorité formée des libéraux, opposés à un endettement de l'État et de plusieurs tenants du fédéralisme qui craignent une perte de l'autonomie cantonale. Dans la seconde moitié du siècle, la question des chemins de fer va revenir sur le devant de la scène, en particulier à l'orée de la crise des années 1870.

## Politique extérieure de la Suisse
Parmi les nombreux reproches faits au Pacte de 1815, la faiblesse de la politique extérieure du pays, due au manque de moyens disponibles, revient fréquemment : les nombreuses interventions des puissances européennes dans les affaires intérieures de la Suisse pendant la période 1815-1848 marquent durablement les esprits des rédacteurs de la Constitution qui placent alors la défense de l'indépendance du pays comme but, la neutralité n'étant vue que comme un moyen d'y parvenir. 
Après quelques escarmouches liées à différentes demandes d'expulsion de réfugiés politiques venant de l'Autriche en 1848, puis d'Allemagne et de France l'année suivante, deux « affaires » vont successivement impliquer le pays dans des confrontations avec la Prusse et la France. La résolution pacifique des deux cas n'évite toutefois pas l'ouverture de débats sur l'amélioration du potentiel de l'armée suisse, alors fortement dépendante des cantons. Le Conseil fédéral va améliorer, moderniser et renforcer les armes techniques, et en particulier l'artillerie, sans toutefois toucher aux compétences cantonales. Cette modernisation joue quelques années plus tard un rôle important dans le maintien de la neutralité du pays pendant la guerre franco-prussienne de 1870.

### L'affaire de Neuchâtel

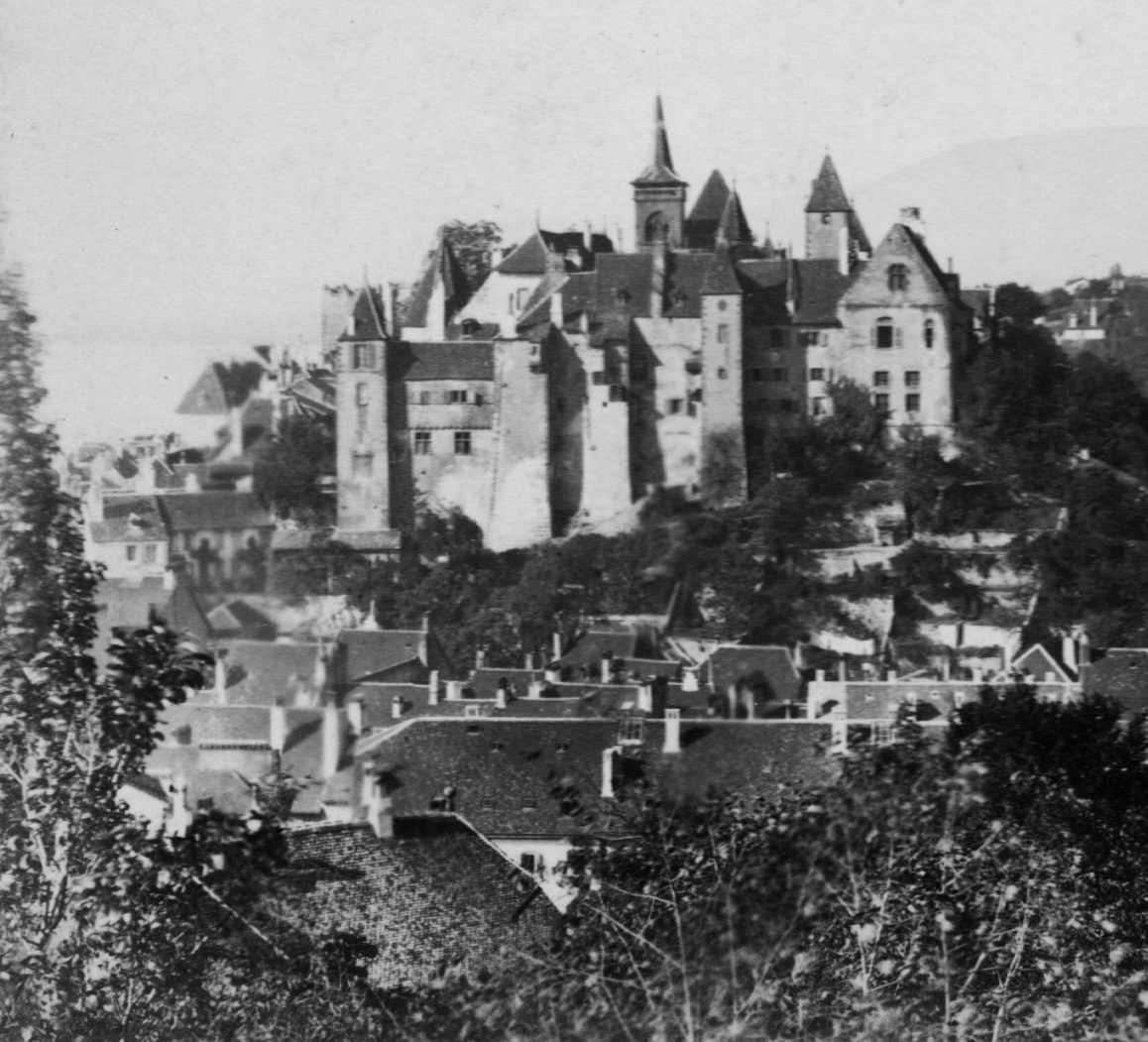
Le château de Neuchâtel

Comme dans plusieurs autres anciens cantons conservateurs, les radicaux installent en 1848 dans le canton de Neuchâtel un gouvernement républicain favorable à leurs idées. Cependant, le statut de ce canton est particulier : depuis le congrès de Vienne de 1814, il est en effet à la fois canton suisse et principauté sous la suzeraineté du roi de Prusse, provoquant de fréquents accrochages au cours de la première moitié du XIXe siècle entre les républicains favorables à la réunion avec la Suisse et les royalistes tenants de la Prusse.
Dans la nuit du 2 septembre 1856, les conservateurs royalistes déclenchent un mouvement insurrectionnel appelé par la suite « affaire de Neuchâtel » pendant lequel ils parviennent à s'emparer du château où siège le Conseil d'État qui est fait prisonnier. Dans le même temps, une seconde troupe part s'emparer du Locle avant de se diriger vers La Chaux-de-Fonds. Là, les troupes royalistes sont arrêtées par une colonne républicaine menée par Ami Girard qui reprend ensuite le Locle et Neuchâtel où 500 royalistes sont arrêtés et faits prisonniers. Le lendemain, le roi Frédéric-Guillaume IV de Prusse exige la libération des prisonniers que le Conseil fédéral accepte d'échanger contre l'indépendance du canton de Neuchâtel ; le roi refuse et rompt les relations diplomatiques avec la Suisse, menaçant le pays d'une intervention militaire.
Guillaume-Henri Dufour, alors âgé de presque 70 ans, est à nouveau nommé général de l'armée suisse, sept ans après avoir occupé ce poste lors de la guerre du Sonderbund ; 30 000 hommes sont mobilisés le long du Rhin pour répondre à l'ultimatum de la Prusse qui échoit le 2 janvier 1857, date à laquelle les Prussiens ont réuni 300 000 hommes, dont 110 000 destinés à l'attaque de la Suisse. L'intervention de l'Angleterre et de la France qui se posent en médiateurs va permettre de résoudre la question dans une conférence internationale qui se tient à Paris et où le roi de Prusse renonce, le 26 mai 1857, à ses droits sur Neuchâtel qui devient alors un canton suisse à part entière.

### L'affaire de Savoie

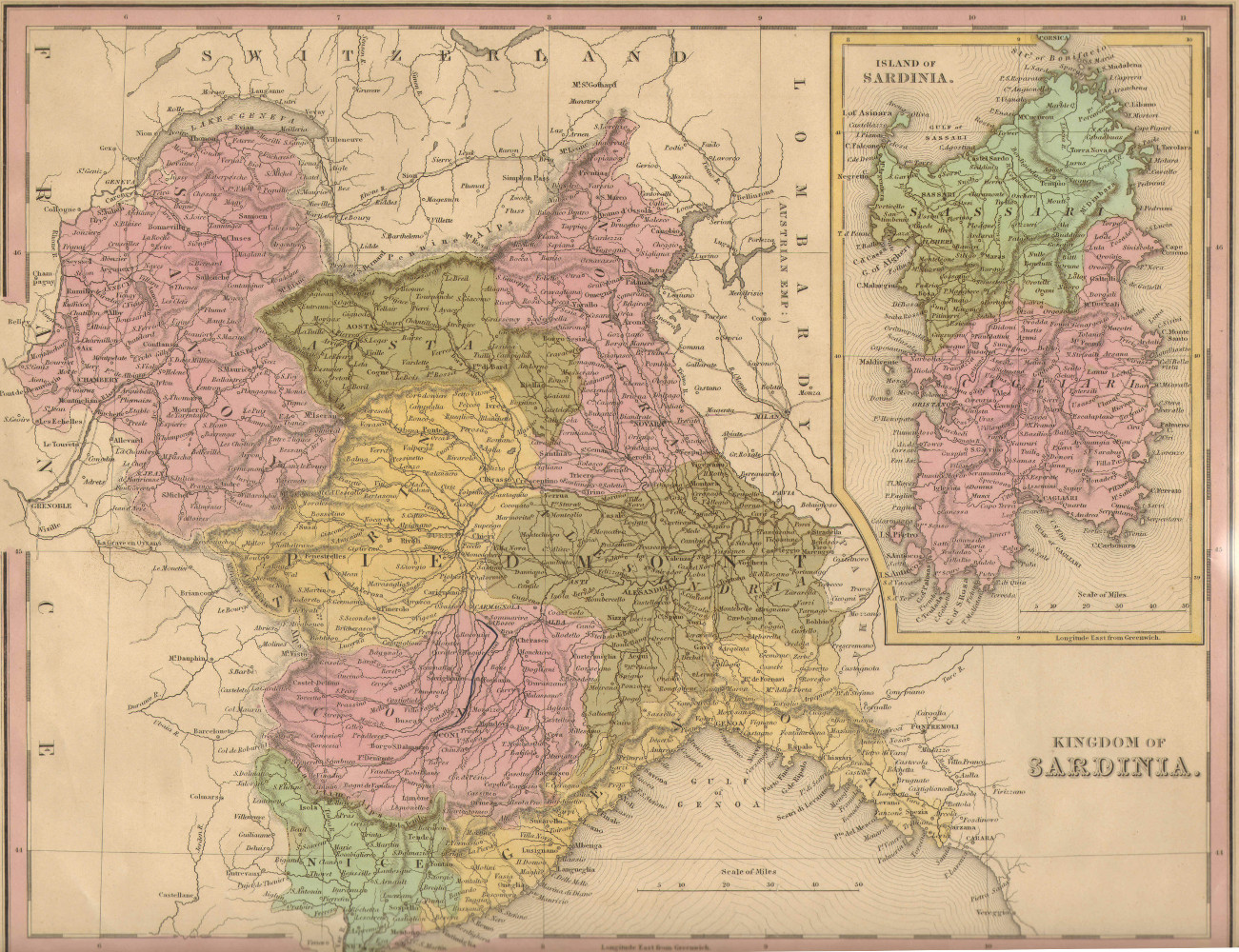
Carte du royaume de Sardaigne en 1839.

Deux ans après l'affaire de Neuchâtel, un nouveau problème, baptisé l'« affaire de Savoie », se dessine : la création du royaume d'Italie, soutenue par la France de Napoléon III et combattue par l'Autriche, provoque un bouleversement géostratégique au sud de la Suisse. La Savoie, alors possession du royaume de Sardaigne, devrait être, selon le désir de l'empereur Napoléon, rattachée à la France avec la région de Nice. Or, depuis les traités de 1815, la Suisse dispose d'un droit d'occupation militaire du nord de la Savoie en cas de guerre ; le Conseil fédéral revendique finalement cette zone pour y créer un 23e canton après qu'une pétition a regroupé les signatures de 12 000 Savoisiens désireux de devenir suisses et malgré l'opposition de la Suisse allemande qui voit d'un mauvais œil la création d'un nouveau canton catholique romand.
Devant le refus de l'Empereur des Français, un parti, mené par Jakob Stämpfli, se forme en Suisse en faveur de la guerre contre la France. Le Conseiller fédéral est cependant désavoué par ses collègues et l'affaire en reste là, en particulier après le référendum organisé dans le Chablais et le Faucigny le 20 avril 1860, par lequel la population accepte à la majorité son rattachement à la France ainsi que la création d'une grande zone franche de 3 790 km2.
En 1863, les deux pays règlent leur ultime différend frontalier : la vallée des Dappes, rattachée dès le XVIIe siècle au canton de Berne, avait été réclamée et obtenue par la France en 1805 qui avait dû, à la suite des traités de Paris, de 1814 et 1815, la restituer officiellement à la Suisse tout en la revendiquant. Le 20 février 1863, un traité est officiellement signé par les deux parties qui partagent cette région de 700 hectares.

### La création de la Croix-Rouge

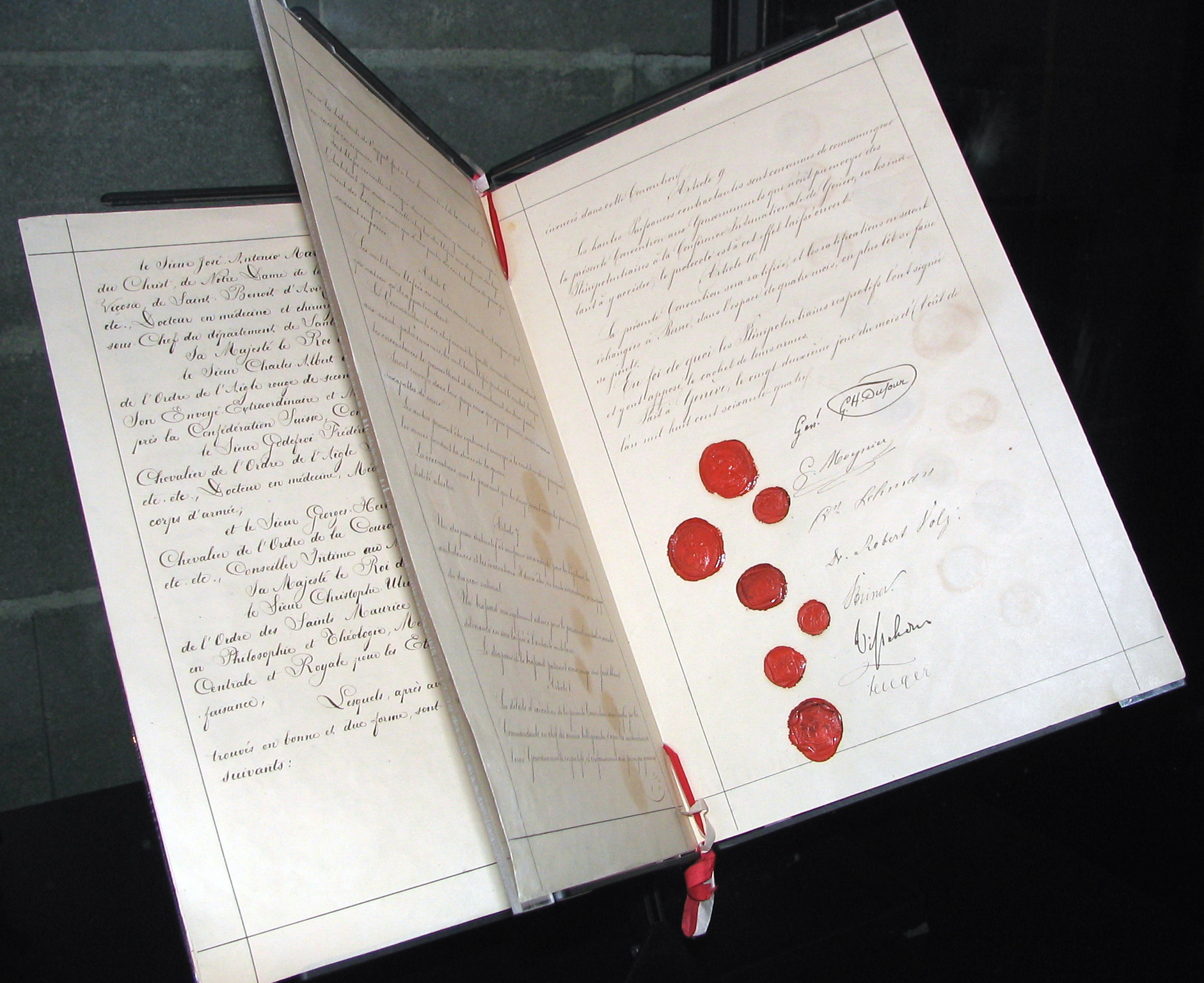
Le document original de la première convention de Genève de 1864.

Présent par hasard à la bataille de Solférino du 24 juin 1859, le Genevois Henri Dunant, homme d'affaires, est choqué par les « horreurs de la guerre » et par le manque d'organisation pour les soins aux blessés, parfois laissés plusieurs jours sur le champ de bataille. Il publie des Souvenirs de Solférino en 1862 où il propose la création d'une société de secours aux blessés. Établi sur ce concept, le « Comité international de secours aux militaires blessés » (qui devient en 1875 le Comité international de la Croix-Rouge) est créé l'année suivante par Gustave Moynier, Guillaume-Henri Dufour, Henri Dunant, Louis Appia et Théodore Maunoir. Les cinq hommes organisent, le 26 octobre 1864, une réunion, regroupant à la fois des experts et les diplomates de 16 États, qui adopte une série de dix résolutions qui sont à la base de la création des futures Sociétés de la Croix-Rouge ; parmi ces résolutions, regroupées sous le nom de première convention de Genève, se trouvent l'adoption de la croix rouge sur fond blanc comme signe distinctif du personnel sanitaire et le principe selon lequel les militaires blessés ou malades doivent être respectés et soignés sans distinction de nationalité.

### La guerre de 1870

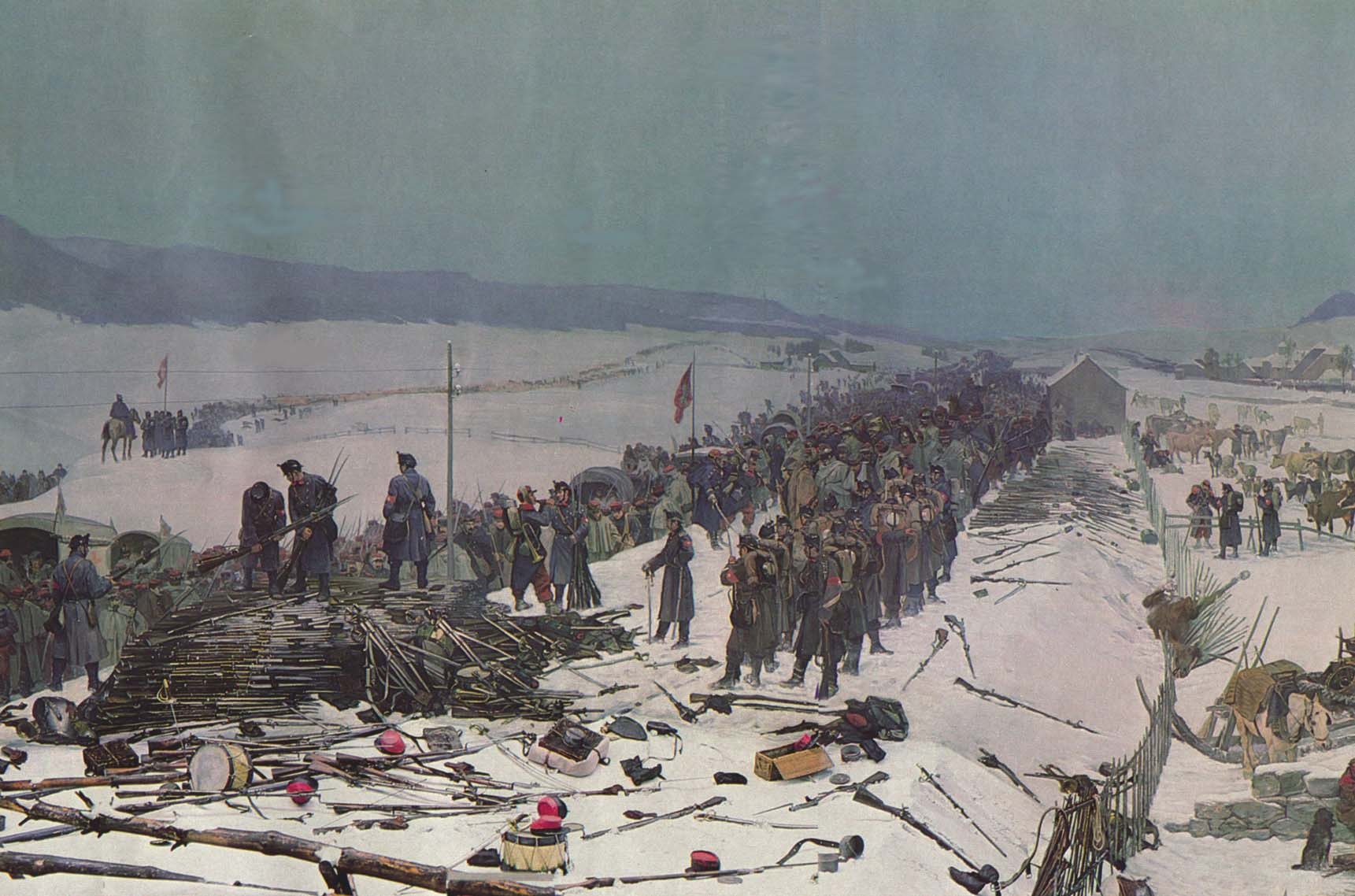
Désarmement de l'armée de Bourbaki lors de son entrée en Suisse en 1871.

Au déclenchement de la guerre franco-prussienne de 1870, la Suisse déclare sa neutralité, qui est acceptée et respectée par les belligérants. Le capitaine d'artillerie Hans Herzog est nommé général de l'armée suisse par l'assemblée fédérale et cinq divisions, fortes de 37 500 hommes, sont mobilisées dès le 15 juillet 1870 et concentrées dans la région de Bâle devant le risque d'une offensive française dans la région de la Forêt-Noire ; en janvier 1871, l'armée de l'Est commandée par le général Charles Denis Bourbaki est repoussée sur la frontière suisse le long du Jura neuchâtelois et vaudois où l'armée suisse se porte. 
Le 28 janvier 1871, le général français Justin Clinchant, qui a remplacé Bourbaki deux jours plus tôt, demande l'internement de son armée aux autorités suisses ; le 1er février 1871, les deux généraux signent une convention selon laquelle les troupes françaises sont autorisées à pénétrer en Suisse en laissant armements, munitions et matériels à la frontière. Dès 5 heures du matin, 87 000 hommes et 12 000 chevaux entrent en Suisse où ils sont répartis entre tous les cantons (excepté le canton du Tessin) après qu'une aide humanitaire leur a été fournie en raison des conditions très rigoureuses. Les soldats français seront ensuite rapatriés entre le 13 et le 22 mars dans leur pays. En souvenir de cet évènement, un panorama de 40 mètres de long, actuellement visible à Lucerne, a été réalisé par Edouard Castres.

### LeKulturkampf

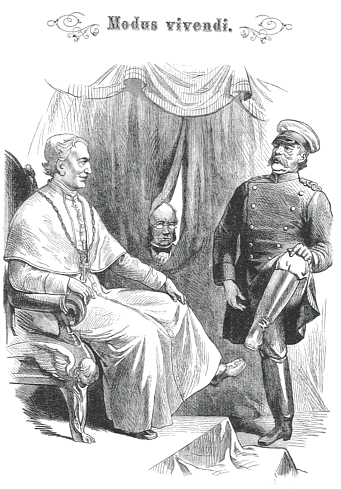
Caricature de 1878 représentant le pape et le chancelier allemand.

À la fondation de l'Empire allemand en 1871, le chancelier Otto von Bismarck engage un combat idéologique avec l'Église catholique romaine en défendant la notion de Kulturkampf (en allemand combat pour la civilisation) qui prône la prédominance de la science sur la foi. Cette opposition a de fortes répercussions en Suisse, en particulier lorsque le Ier concile œcuménique du Vatican eut défini le dogme de la primauté et de l'infaillibilité pontificales. Ce dogme est rejeté par une partie des catholiques qui se séparent de l'Église catholique et forment un mouvement dissident, l'Église catholique-chrétienne.
Les radicaux anticléricaux profitent de deux évènements pour dresser la population contre le dogme catholique : d'une part, l'évêque de Bâle Eugène Lachat excommunie le curé Paulin Gschwind qui avait refusé le dogme de l'infaillibilité et, d'autre part, l'évêque auxiliaire Gaspard Mermillod est nommé vicaire apostolique de Genève par le pape Pie IX sans que le gouvernement n'en soit averti.
Dans les deux cas, les autorités réagissent vivement : Lachat est destitué en 1873 et Mermillod est expulsé de Suisse. Les effets du Kulturkampf se font sentir dans tout le pays, et particulièrement dans le Jura bernois, où la population catholique résiste à la décision bernoise d'expulser les prêtres qui soutenaient Lachat, dans les cantons de Soleure et d'Argovie où des couvents sont supprimés et dans celui de Genève où les ordres enseignants sont expulsés. Le 21 novembre 1873, le pape publie l'encyclique Etsi multa luctuosa dans laquelle il condamne ces décisions ; en réaction, le Conseil fédéral rompt ses relations diplomatiques avec le Vatican et expulse le nonce apostolique de Lucerne le 12 décembre 1873.
Les relations entre les deux États vont se normaliser en 1878 après l'élection du pape Léon XIII, qui accepte de négocier sur plusieurs points. Cependant, avant le retour à la normale, le peuple suisse aura accepté une modification de la Constitution contenant plusieurs articles d'exception directement dirigés contre l'Église catholique.

## La Constitution de 1874

### Premières votations, premier échec de révision

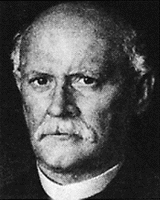
Portrait d'Emil Welti, président de la Confédération en 1872 et fer-de-lance des réformateurs.

Comme prévu par la Constitution, toute modification de celle-ci doit être approuvée par le peuple lors de référendums constitutionnels ; la première fois que le cas se présente, le 14 janvier 1866, huit objets sur les neuf proposés sont refusés par le peuple. Seul l'article de loi précisant que les Juifs disposent des mêmes droits d'établissement sur le territoire que l'ensemble des citoyens naturalisés est accepté.
En 1872 une première proposition de révision complète de la Constitution est proposée au peuple ; cette proposition prévoit notamment le renforcement des mesures anticatholiques ainsi qu'une plus grande centralisation de l'armée et du droit, d'où le slogan « UN droit, UNE armée » utilisé par les radicaux lors de la campagne. Ce projet est rejeté le 12 mai 1872 par les cantons et le peuple, grâce à une alliance des fédéralistes, des catholiques, des romands et surtout des « démocrates », militant pour le remplacement de la démocratie représentative par la démocratie directe via le référendum populaire et l'initiative populaire et qui, réunis sous le slogan de « Tout pour le peuple, tout par le peuple », prennent progressivement le pouvoir dans les cantons du nord-est du pays.
De fait, pour la seconde fois consécutive, le peuple et les cantons (la double majorité est requise) rejettent la proposition de la majorité au pouvoir. Celle-ci va, au lendemain du refus populaire, relancer ses travaux sur la révision de la Constitution.

### «Il nous faut les Welsches»

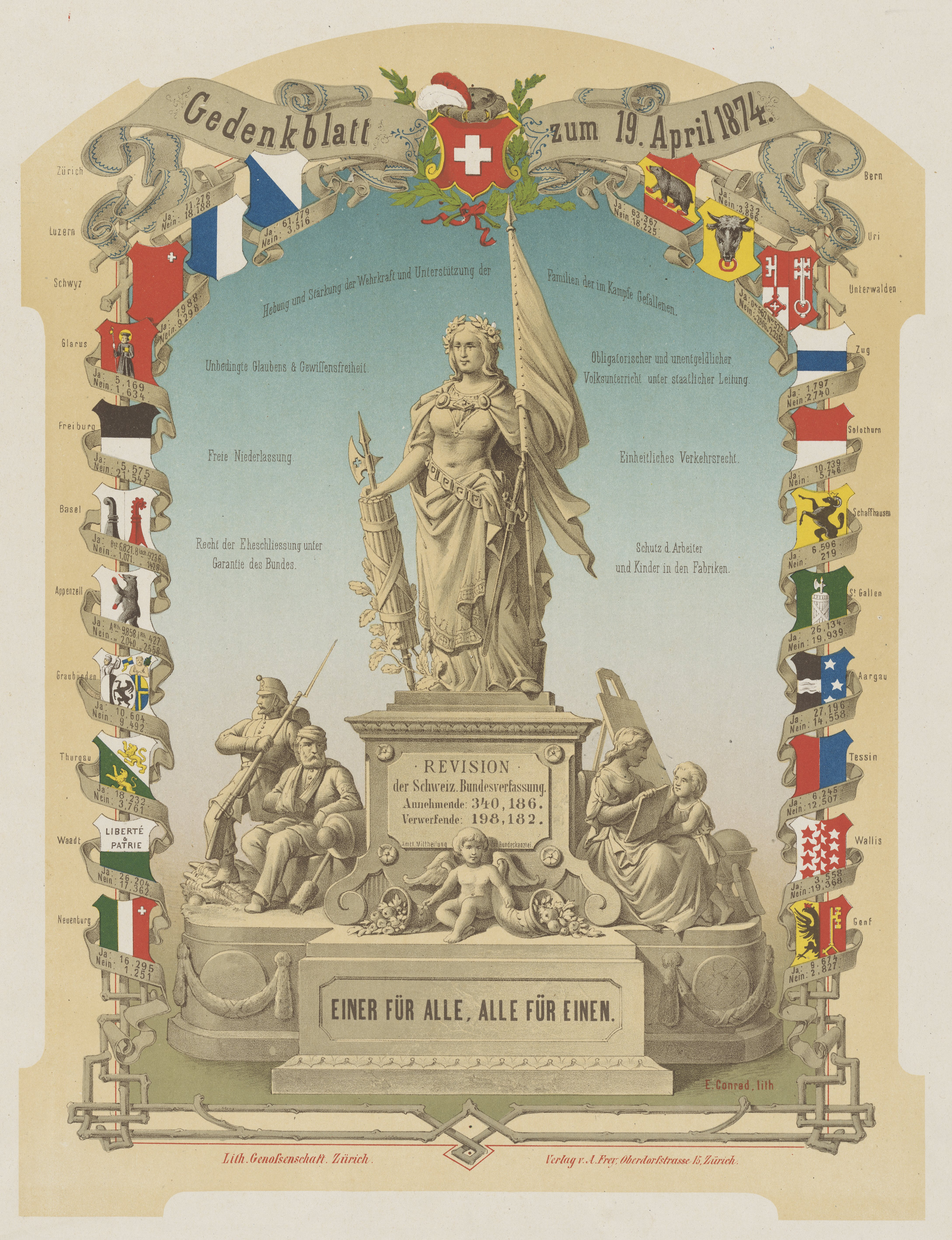
Page de garde de la Constitution de 1874.

Les élections fédérales d'octobre 1872 se transforment, après des débats houleux quasi uniquement orientés autour de ce thème, en plébiscite pour ou contre la révision. Après dépouillement des voix, les antirévisionnistes s'imposent et emportent plus de 35 % des sièges au Conseil national, en particulier grâce à la progression des catholiques conservateurs.
Les tenants de la révision, regroupés au sein de l'Association patriotique suisse (en allemand Schweizerischer Volksverein) et emmenés par le Conseiller fédéral Emil Welti, parfois comparé à Bismarck dans la presse de l'époque, changent de méthode et tentent de briser le front uni des anti-révisions en offrant de nombreuses concessions aux radicaux fédéralistes romands, espérant ainsi récolter une majorité. Couplée au maintien du référendum législatif pour se réconcilier les démocrates, cette tactique prouve son efficacité le 19 avril 1874 lorsque le peuple approuve, avec une participation de plus de 80 %, par 63,2 % et 13 cantons et demi contre huit et demi, le projet de nouvelle constitution.
Cette modification étend les pouvoirs de l'État en particulier dans le domaine social où la liberté d'établissement est élargie et où celles de conscience, de croyance, du commerce, de l'industrie ainsi que le droit au mariage sont garantis explicitement. La peine de mort est abolie, et la justice gagne en efficacité avec le Tribunal fédéral permanent à Lausanne. Les religieux catholiques sont les grands perdants de cette modification, avec l'interdiction des couvents, l'inéligibilité des ecclésiastiques au Conseil national et la confirmation de l'interdiction des jésuites. De par l'introduction du référendum facultatif disponible pour contrer toute  loi fédérale sur la demande de 30 000 citoyens, cette modification marque également la fin de l'hégémonie politique radicale : ceux-ci en effet se doivent d'associer les forces capables de lancer des référendums au processus de création des lois, marquant ainsi le début de la démocratie de concordance.

### La démocratie semi-directe, de 1874 à 1891

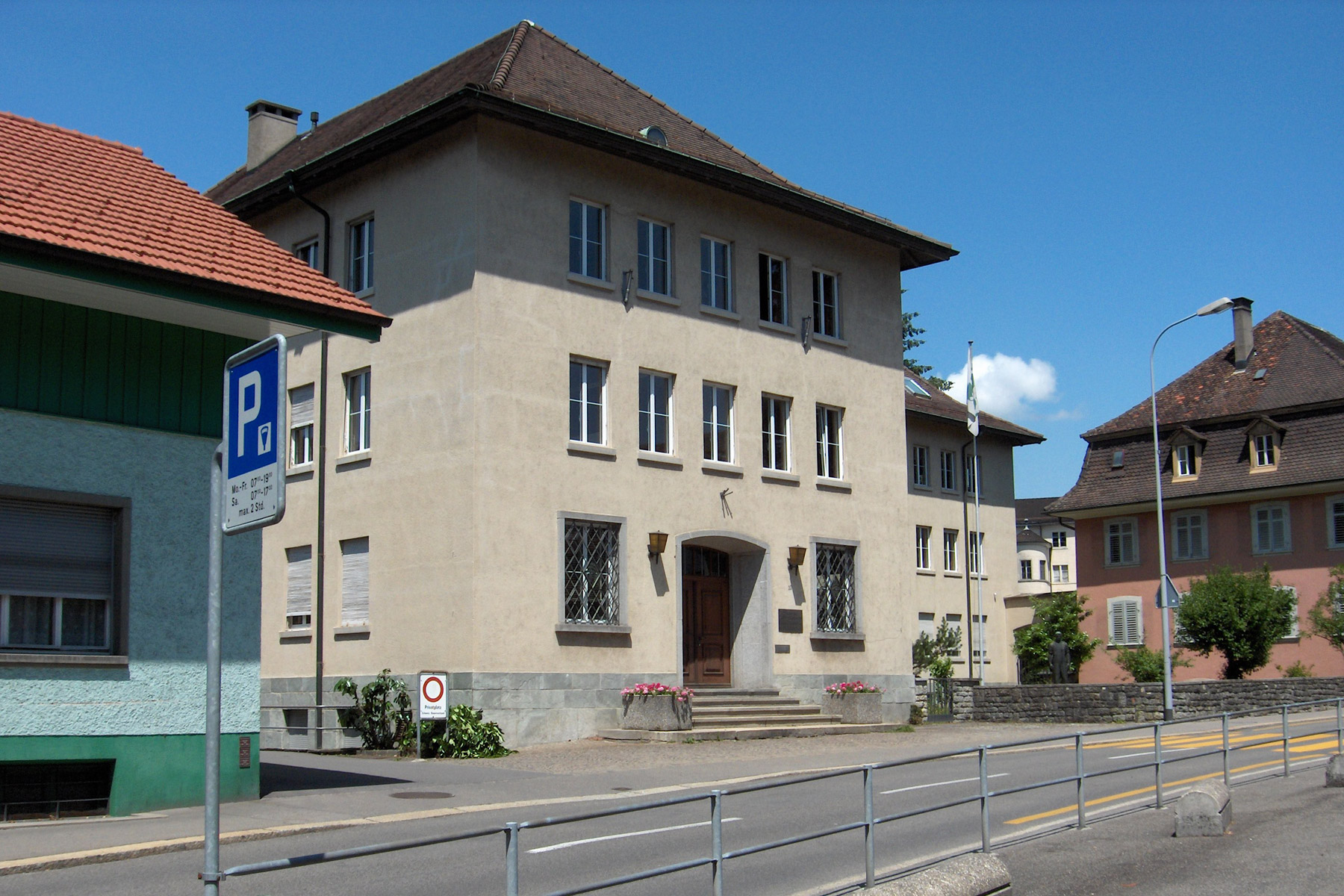
La « Maison des paysans » à Brugg, quartier général de l'Union suisse des paysans.

Dans le régime de démocratie semi-directe mis en place par la Constitution de 1874, les groupes d'intérêt prennent une grande importance, de par leur capacité à récolter les signatures nécessaires au lancement d'un référendum sur une loi qui leur déplairait. Progressivement entre 1870 et 1894 ces groupes vont s'organiser et se fédérer, que cela soit sur le plan politique avec l'apparition des premiers partis nationaux ou économique avec celle des associations professionnelles.
Ce sont en effet cinq organisations faîtières (appelées les « cinq U » qui se créent dans les 30 dernières années du XIXe siècle : l'Union suisse du commerce et de l'industrie, (appelée en allemand Vorort à la suite de son établissement à Zurich dès 1882) qui est créée en 1870 pour représenter l'industrie et les premières grandes banques, l'Union suisse des arts et métiers, qui représente, depuis 1879, les milieux de l'artisanat et des petites et moyennes entreprises, l'Union syndicale suisse, créée en 1880 et qui est vouée à la défense des travailleurs, l'Union suisse des coopératives de consommation, première ébauche, en 1890 d'une association de défense des consommateurs et l'Union suisse des paysans, créée en 1897 et qui représente les exploitants agricoles. À l'exception de l'union des consommateurs, ces organisations sont considérées par les autorités fédérales comme des interlocuteurs représentatifs de leur branche ; fournissant informations et renseignements à une administration fédérale qui n'a alors que peu de moyens, elles touchent à ce titre une subvention fédérale.
Dans le même temps, les trois premiers partis politiques nationaux se forment : le Parti socialiste suisse en 1870, le Parti radical-démocratique qui regroupe les partisans de l'État fédéralet le Parti populaire catholique suisse (futur Parti populaire conservateur, puis Parti démocrate-chrétien) en 1894.
Ces organisations nationales, et en particulier les conservateurs catholiques aidés des fédéralistes, lancent 15 référendums contre de nouvelles lois fédérales entre 1874 et 1891, dont sept vont être acceptés par le peuple, désavouant ainsi les décisions prises par le parlement. En particulier, les cinq votations entre 1880 et 1884 sont toutes refusées par le peuple, montrant par là une distance entre la classe politique et les citoyens. Les tensions vont alors s'intensifier, en particulier attisées par quelques conseillers fédéraux pour qui l'usage immodéré du référendum s'apparente à de la démagogie ; le summum des passions sera atteint le 26 novembre 1882 lors de la votation sur la création d'un secrétariat fédéral, appelé « bailli scolaire » par les adversaires du projet de loi, pour l'école primaire : près des trois quarts des électeurs se mobilisent pour cette votation qui est finalement rejetée par 60 % des voix exprimées.
Pendant cette période, plusieurs projets de loi sont tout de même adoptés : la loi sur la réforme militaire du 14 novembre 1874 qui centralise encore plus l'instruction et l'équipement des troupes, celle sur le financement de l'armée, adoptée en 1878 après deux échecs successifs, l'adoption du système métrique du 3 juin 1875 ou encore l'adoption d'un code des obligations au début de l'année 1883 .

## Économie et industrialisation
En 1860, pour la première fois, un recensement de la population est organisé sur le plan fédéral et présente un total de 2 510 494 habitants ; 40 ans plus tard, le même recensement montre 3 315 443 habitants, dont plus de 11 % d'étrangers. Les villes montrent alors une croissance démographique importante : si Berne est le canton le plus peuplé de Suisse, Genève détient le record de densité avec 469 habitants au kilomètre carré et Zurich et Bâle voient leur population respective doubler en 20 ans.

### Le secteur primaire

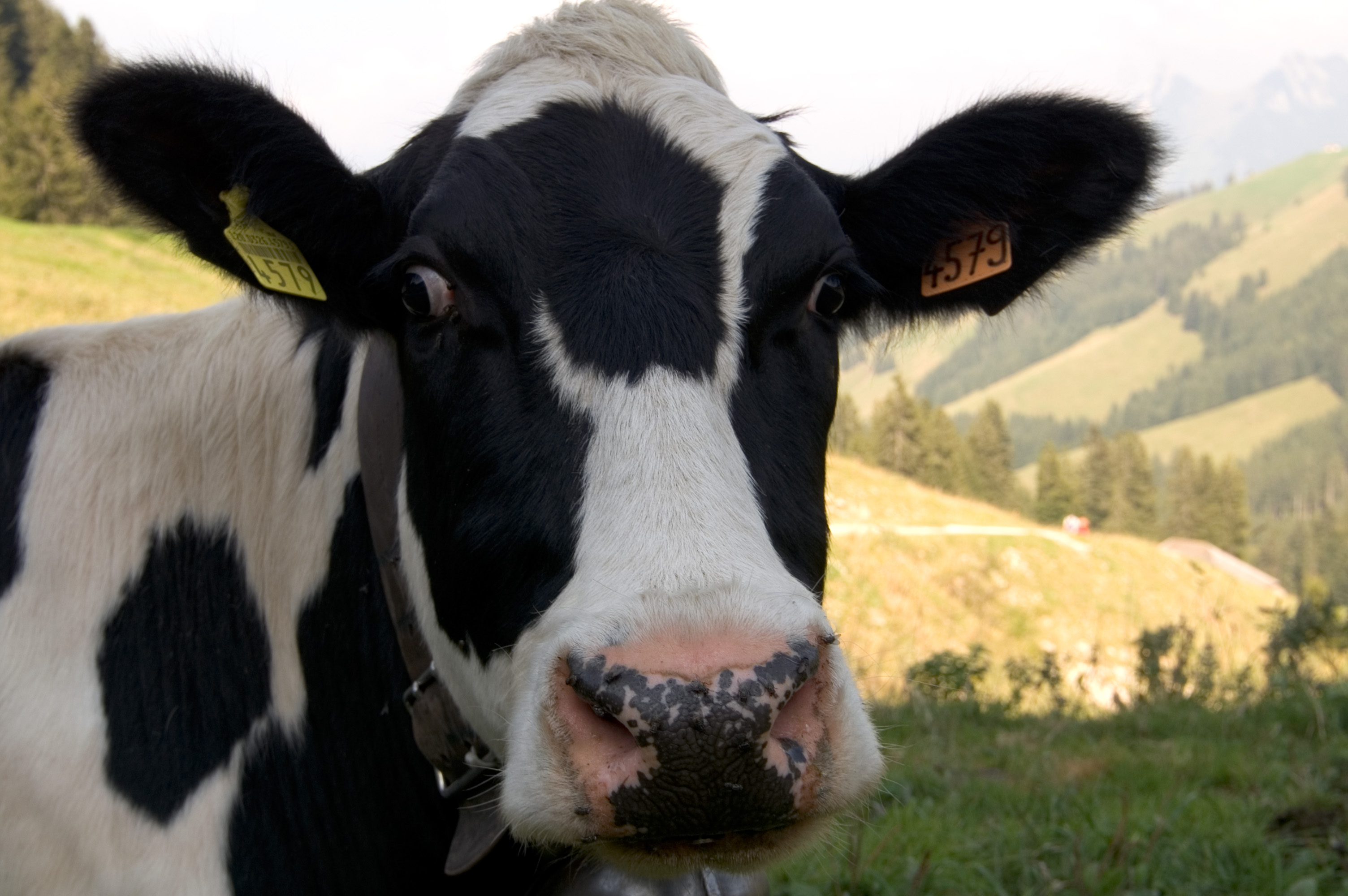
L'élevage bovin et la production des produits laitiers.

Le secteur primaire, encore de loin le plus important dans le pays dans la première moitié du siècle, doit faire face à une concurrence de plus en plus importante face à l'étranger, en particulier dans le domaine de l'agriculture qui occupe, en 1888, 36 % de la population en 1888, mais plus que 25 % en Suisse. Afin de freiner l'exode rural et la disparition des petites exploitations (les surfaces céréalières sont réduites d'un tiers entre 1850 et 1880), couplé à un endettement de plus en plus important des paysans qui doivent s'industrialiser, le gouvernement fédéral intervient à la fois en imposant des mesures protectionnistes en augmentant ses tarifs douaniers et en accordant des subventions, en particulier aux produits laitiers ainsi qu'à l'élevage bovin.

### Le secteur secondaire

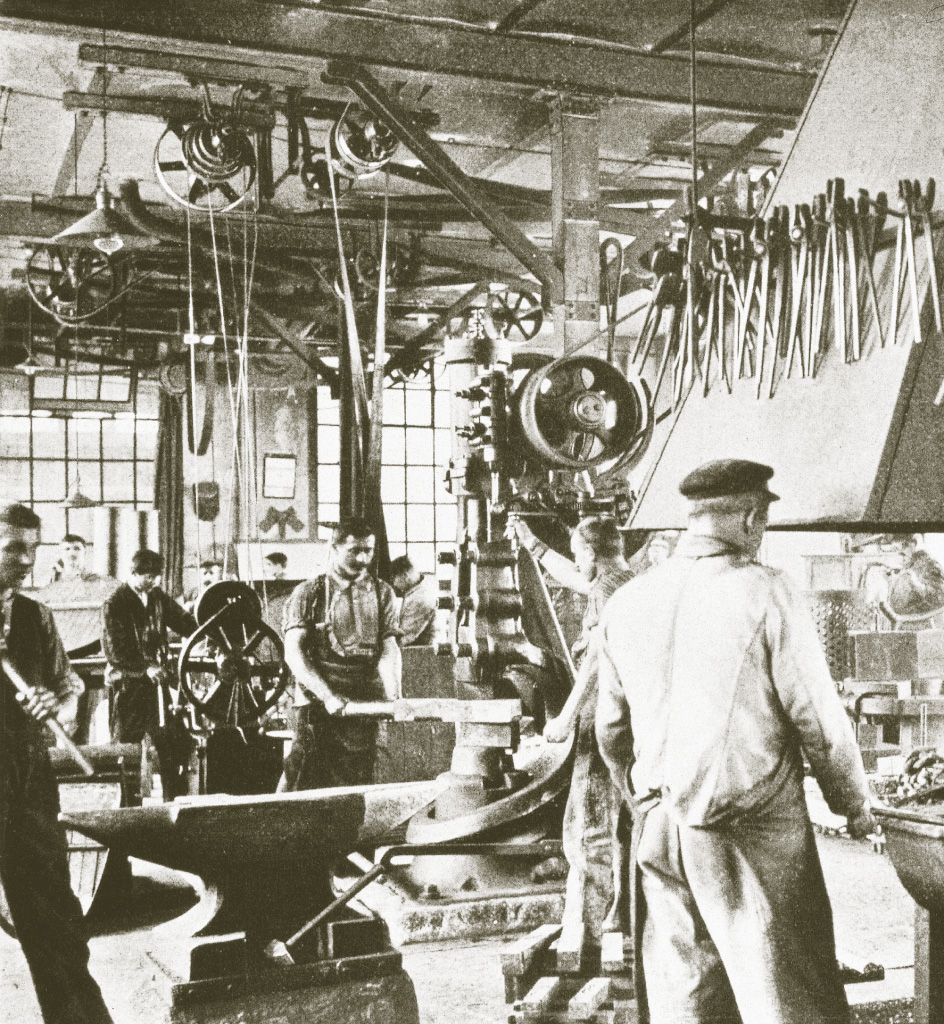
Un atelier industriel à Madiswil.

L'industrie suisse profite pleinement de la « seconde révolution industrielle » et des conditions économiques et politiques favorables de la seconde moitié du XIXe siècle : la mécanisation se généralise, permettant d'augmenter les quantités produites sans sacrifier la qualité.
Cette tendance s'observe particulièrement dans l'industrie textile où le travail du coton, jusqu'alors largement dominant, se voit concurrencé par la filature et le tissage où les métiers mécaniques des fabriques zurichoises coexistent encore avec les métiers manuels, les rubans de soie de Bâle et la broderie de la Suisse orientale. Un mouvement similaire se développe dans l'industrie horlogère, qui abandonne l'établissage, se lance dans la production « à l'américaine » et, débordant son cadre historique, s'étend sur le Plateau suisse : la future firme Omega quitte La Chaux-de-Fonds pour Bienne où elle connaîtra un développement rapide.
Pénalisée par l'absence de matières premières dont l'importation augmente sensiblement le coût de production, l'industrie suisse se spécialise dans la fabrication de produits à forte valeur ajoutée.
Dans son ensemble, le textile reste le premier secteur d'exportation au début du XXe siècle avec 45 % du total. Il est suivi par les machines (15 %), l'industrie alimentaire (15 %), l'horlogerie (13 %) et la chimie (5 %). Avec une valeur d'exportations par rapport au nombre d'habitants très élevée, l'État fédéral soutient, pendant une grande partie du siècle, le principe du libre-échange dans le domaine industriel.
Dans le secteur du bâtiment, plusieurs progrès technologiques révolutionnent la vie quotidienne des habitants des villes : l'eau courante dès 1860, l'électricité dès 1880, puis le téléphone à la fin des années 1870.

### Les services
110 000 places de travail en 1850 contre 280 000 en 1880 : ces chiffres montrent la progression du secteur des services pendant la seconde moitié du siècle : les transports, les assurances et surtout le tourisme et la distribution connaissent des développements particulièrement importants. Les premiers grands magasins sont créés (le premier d'entre eux, le Jelmoli sur la Bahnhofstrasse de Zurich, est inauguré en 1833), de même que les coopératives que sont l'union suisse des coopératives de consommation (qui deviendra la Coop en 1970) et la Migros en 1925 ; en parallèle, le commerce de détail s'organise en créant des centrales d'achat.

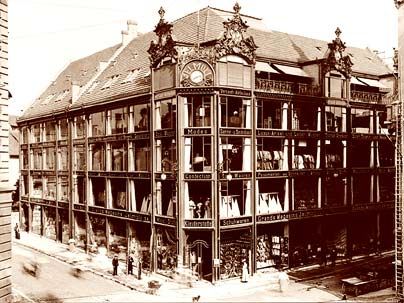
Inauguration du premier magasin Jelmoli à Zurich en 1896.

Ce sont cependant les places financières qui vont connaître la plus forte progression. L'apparition tardive de la Banque nationale suisse en 1907 a permis l'essor des établissements privés, en particulier à Genève, Bâle et Zurich, où des places boursières sont créées respectivement en 1863, 1876 et 1877. La Suisse devient alors progressivement une plaque tournante financière et un refuge fiscal avec l'introduction du secret bancaire, ce qui pousse les banques étrangères à s'implanter progressivement : la Banque de Paris et des Pays-Bas en 1872, le Crédit lyonnais en 1876 suivis, dans les années 1920 de la Lloyds Bank, de la Barclays et de l'American Express.

### Le développement du chemin de fer

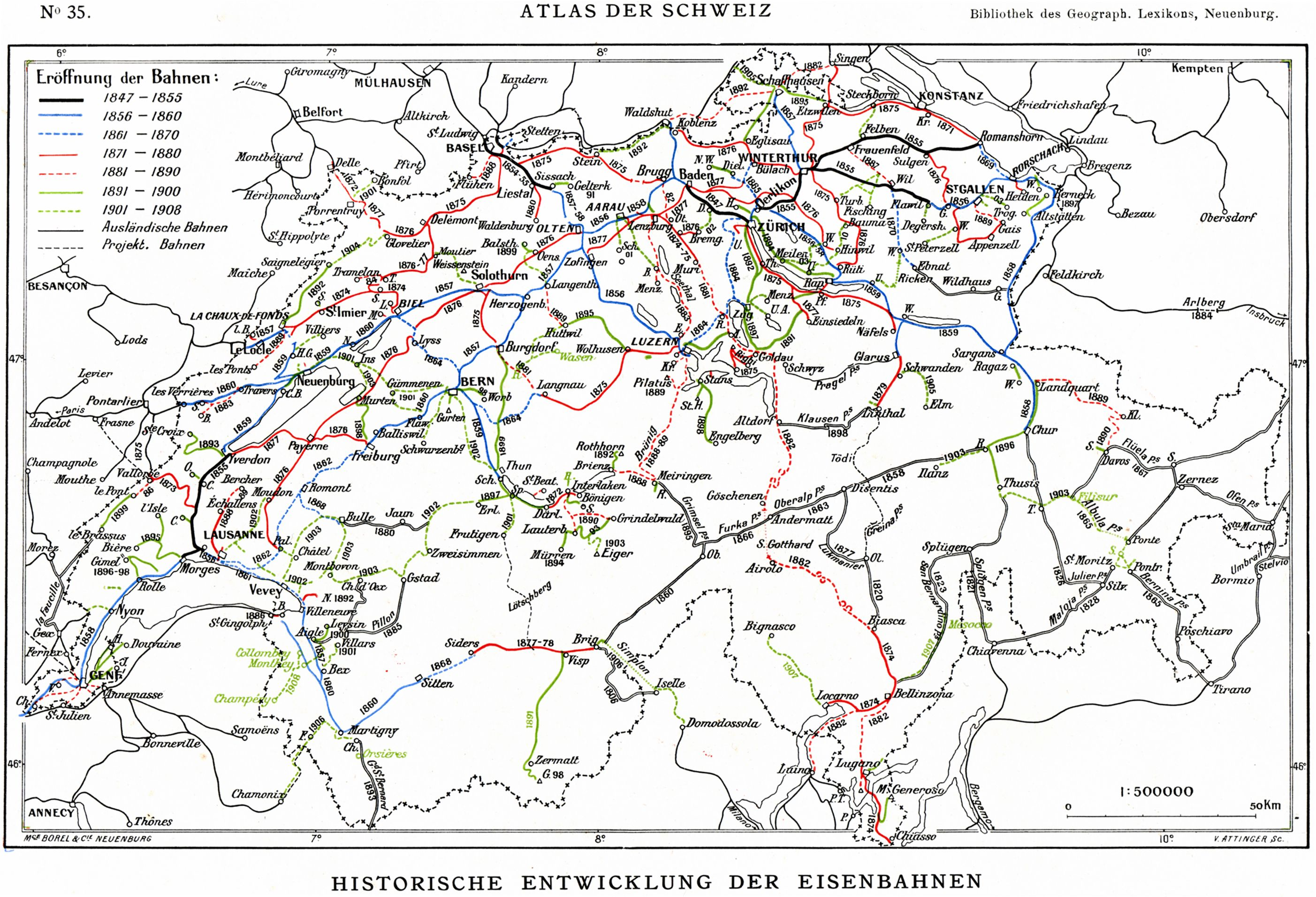
Plan du développement des lignes de chemin de fer suisses entre 1847 et 1908.

Comparée aux pays voisins, la construction du chemin de fer débute tardivement en Suisse, principalement à cause des difficultés techniques liées au relief ainsi qu'aux complications douanières intérieures : la première ligne nationale, reliant Zurich à Baden sur 30 km et appelée familièrement Spanisch-Brötli Bahn, date de 1847 seulement.
Après la décision du Parlement de favoriser l'initiative privée pour la construction de nouvelles lignes, le gouvernement commande en 1850 une étude à deux Anglais ; celle-ci prévoit des lignes suivant les vallées pour éviter le plus possible de ponts et tunnels et utilisant un service de bacs pour traverser les lacs. Le nœud principal de ce réseau se trouve à Olten, où doivent se rejoindre les deux lignes principales. Ce projet est très mal accueilli et finalement rejeté. 
Le 28 juillet 1852, le gouvernement vote une loi qui confirme que la construction et l'exploitation des chemins de fer est confiée aux cantons et à des sociétés privées. À la suite de cette décision officielle, près de 1 000 kilomètres de lignes sont construites en moins de 10 ans dans la plus complète anarchie et sur fond de lutte entre différents groupements économiques, dont certains Français, Piémontais ou Allemands. Pendant cette période, trois compagnies principales (le Central Suisse basé à Bâle, le Nord-Est qui part d'Aarau pour rejoindre Zurich et l'Ouest suisse autour du lac Léman) et plusieurs autres sociétés secondaires dépensent plus de 340 millions de francs pour étendre le réseau malgré les nombreuses difficultés techniques et politiques entre cantons. Devant le besoin toujours croissant de capitaux pour financer les travaux de construction, Alfred Escher, propriétaire et président de la compagnie du Nord-Est, fonde à Zurich une banque nommée Kreditanstalt en 1856 et ouvre trois millions de francs de capital au public : en trois jours, les souscriptions atteignent 21,78 millions. Cette compagnie, qui deviendra par la suite le Credit Suisse Group, va également donner naissance en dix ans à la Rentenanstalt, à la Swiss Re et, indirectement, au groupe Zurich Financial Services. 

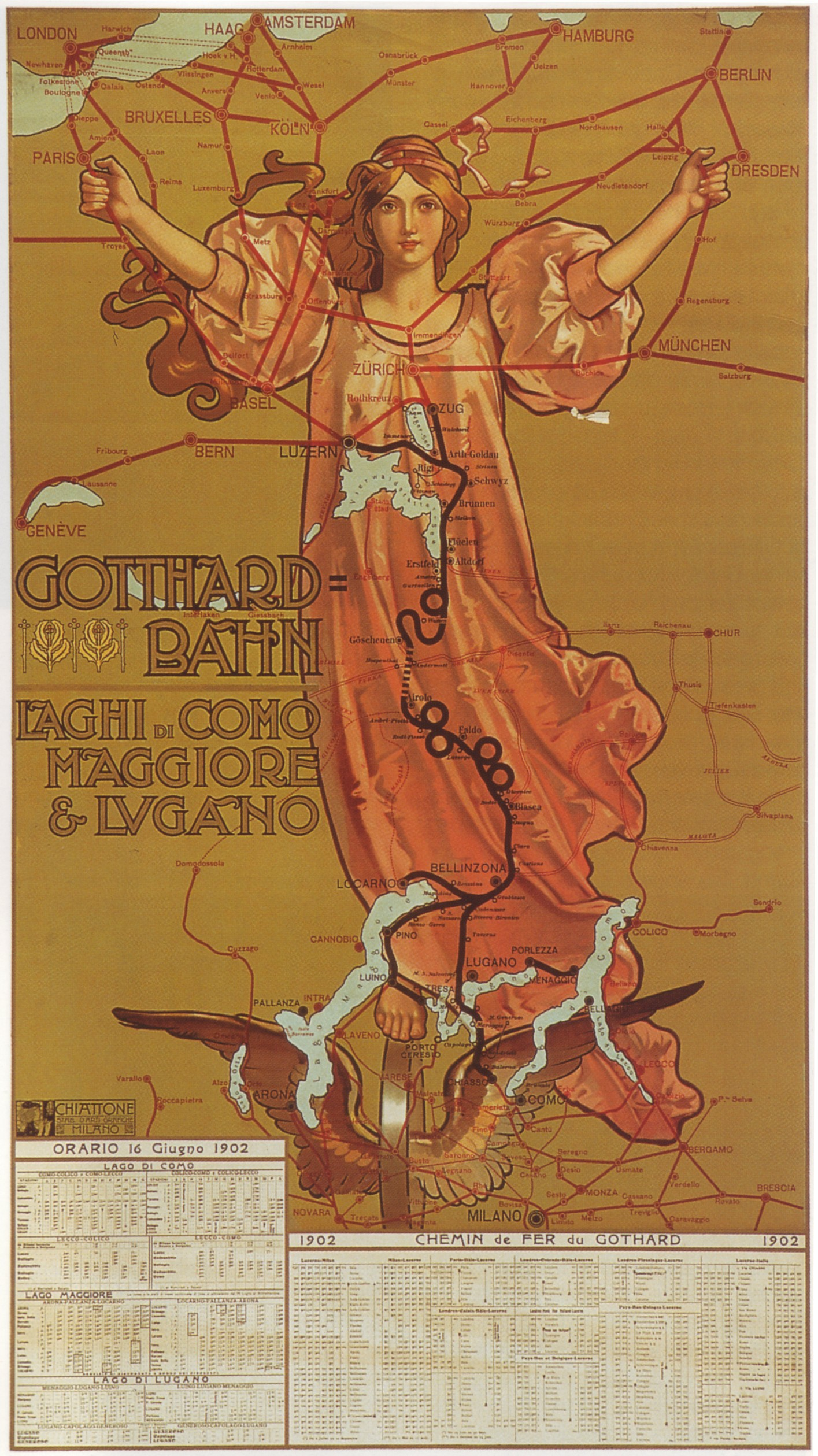
Plan de la ligne du Gothard en 1902.

La crise financière des années 1860 marque les premiers rapprochements entre compagnies devant le peu de rentabilité des lignes construites. Devant un nouveau projet gouvernemental de nationalisation du réseau en 1863, les principales compagnies propriétaires fondent en 1867 la Société pour l'exploitation des chemins de fer suisses alors que les trois compagnies romandes fusionnent en 1873 sous le nom de « Chemin de fer de la Suisse occidentale ». 
En 1869, un traité d'État est signé entre la Suisse, l'Italie et l'Empire allemand pour la construction d'une ligne à travers le massif du Gothard. Les travaux commencent trois ans plus tard et durent plus de 10 ans pendant lesquels les 15 kilomètres du tunnel proprement dit ainsi que les rampes d'accès à celui-ci sont considérés comme des prodiges de la technique moderne ; cette entreprise coûtera toutefois la vie à 177 des 2 480 travailleurs engagés sur le chantier, dont quatre tués par l'armée, engagée à la suite d'une grève des travailleurs pour protester contre leurs conditions de travail. Peu après le percement du Gothard, suivront le tunnel du Simplon, soutenu financièrement et politiquement par la France en 1906, puis le tunnel du Lötschberg en 1913.
Dès 1871 avec la ligne du Rigi, les lignes de montagne se développent grâce à l'invention de la crémaillère, bientôt secondée par l'alimentation électrique, permettant à la ligne du Gornergrat Bahn d'atteindre le sommet du Gornergrat en 1898, puis à celle du chemin de fer de la Jungfrau de relier le col du Jungfraujoch à plus de 3 000 mètres d'altitude en 1912.
Dès 1898, la Confédération commence le rachat des chemins de fer en particulier par la création des Chemins de fer fédéraux suisses en 1902. Quelques lignes vont toutefois rester privées, telles que la compagnie du Lötschberg et celle des chemins de fer rhétiques du canton des Grisons.

## Les mouvements sociaux

### Les débuts du mouvement ouvrier en Suisse
Il n'existe que peu de documents concernant les débuts du mouvement ouvrier en Suisse, que l'on situe dans la première moitié du XIXe siècle ; les premiers mouvements sporadiques sont organisés pour appuyer des revendications liées à des augmentations de salaire ou de réduction de temps de travail, alors généralement fixées à 14 ou 15 heures par jour ; un incident, datant de 1832 est cependant relevé : des ouvriers à domicile, qui venaient de s'endetter pour renouveler leurs machines, mettent le feu à une nouvelle fabrique construite à Uster par crainte de la concurrence. L'un des premiers regroupements connus, après la formation de mutuelles chargées de porter secours à leurs membres  dans le besoin, est celui des typographes qui obtiennent, en 1850 un tarif négocié avec le patronat et qui se regroupent dans un syndicat national dès 1858.  Ils sont suivis par les tailleurs en 1863 et les cordonniers en 1864.  Le canton de Glaris, pionnier européen dans le domaine de la protection des travailleurs, adopte en 1848 une loi limitant à 15 heures par jour (incluant la pause de midi) le travail des adultes dans les filatures, puis de 12 heures dans les usines en 1864.
De son côté, la société du Grütli, fondée à Genève en 1838 sous la forme d'une association patriotique de compagnons artisans, se développe rapidement sous le régime de l'État fédéral jusqu'à compter 1 282 membres répartis dans 34 sections en 1851 et regroupant, outre les artisans, des employés, des fonctionnaires, des ouvriers et des agriculteurs. C'est de cette époque que datent les premiers représentants des ouvriers dans les parlements cantonaux : Pierre Coullery est élu à Berne en 1849, Johann Jakob Treichler à Zurich en 1850 et Karl Bürkli également à Zurich, l'année suivante.

### Les associations syndicales

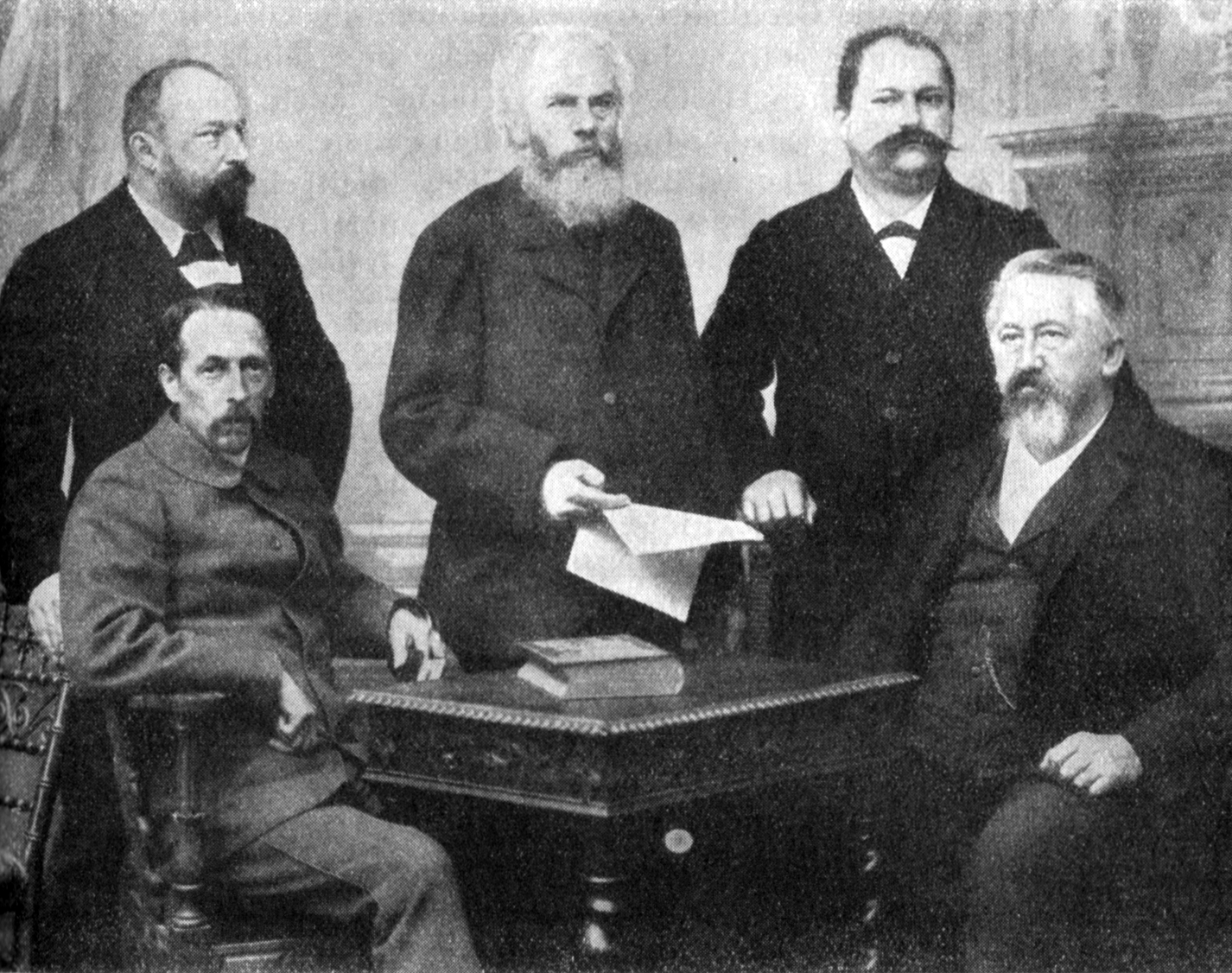
Les fondateurs de la fédération ouvrière suisse : August Merk, Louis Héritier, Herman Greulich, Gottfried Reimann et Rudolf Morf.

C'est dans ce cadre que l'Association internationale des travailleurs, fondée en 1864, ouvre sa première section à Genève en 1866 sous l'impulsion d'ouvriers allemands réfugiés en Suisse. Elle compte rapidement plusieurs sections grâce à de nombreuses conférences et réunions organisées un peu partout dans le pays, en particulier avec le Russe Michel Bakounine qui y défend ses idées d'anarchisme. Ces sections entrent alors en concurrence avec les organismes existants ; la société du Grutli envisage en 1868 d'adhérer à l'AIT, mais renonce finalement à cette idée en se liant avec les démocrates et en soutenant la réforme de la Constitution. Entre 1868 et 1873, le mouvement ouvrier prend de l'ampleur et s'organise alors que se multiplient les grèves.
En 1873, la Fédération ouvrière suisse est créée à Olten. Politiquement neutre, cette association présente un programme modéré qui lui permet de remporter rapidement du succès, principalement auprès de syndicalistes et de membres d'associations politiques ou de caisses maladie : en quelques années d'existence elle compte près de 6 300 membres répartis en 125 sections et est particulièrement active lors de la campagne pour la votation fédérale du 21 octobre 1877, dite « Loi sur les fabriques », qui est approuvée par 51,5 % des votants ; cette première loi fédérale de protection des travailleurs est directement inspirée du modèle glaronnais et fixe une limite de 11 heures de travail au maximum par jour tout en interdisant le travail des enfants de moins de 14 ans ainsi que le travail de nuit pour les femmes.
Lors de son 7e congrès en 1880, la Fédération ouvrière vote sa dissolution pour intégrer l'Union syndicale suisse, fondée et dirigée par Herman Greulich. Malgré des débuts financièrement difficiles, la nouvelle centrale syndicale se rapproche du Grutli et du Parti socialiste suisse lors de la création en 1886 d'une caisse de réserve pour aider les ouvriers en grève  ; en effet, les conflits du travail se multiplient dès 1880 : 2416 grèves sont officiellement répertoriées entre 1880 et 1914 ; dans 193 cas, la police intervint et dans 40 cas, c'est l'armée qui est appelée.
En 1890, le premier socialiste, le Zurichois Jakob Vogelsanger, est élu au Conseil national au 3e tour de scrutin le 9 novembre, face à un adversaire radical pourtant donné largement favori. Cette même année, pour la première fois, le 1er mai est célébré en Suisse comme jour d'action sociale.

## La Suisse de la Belle Époque

### L'année 1891

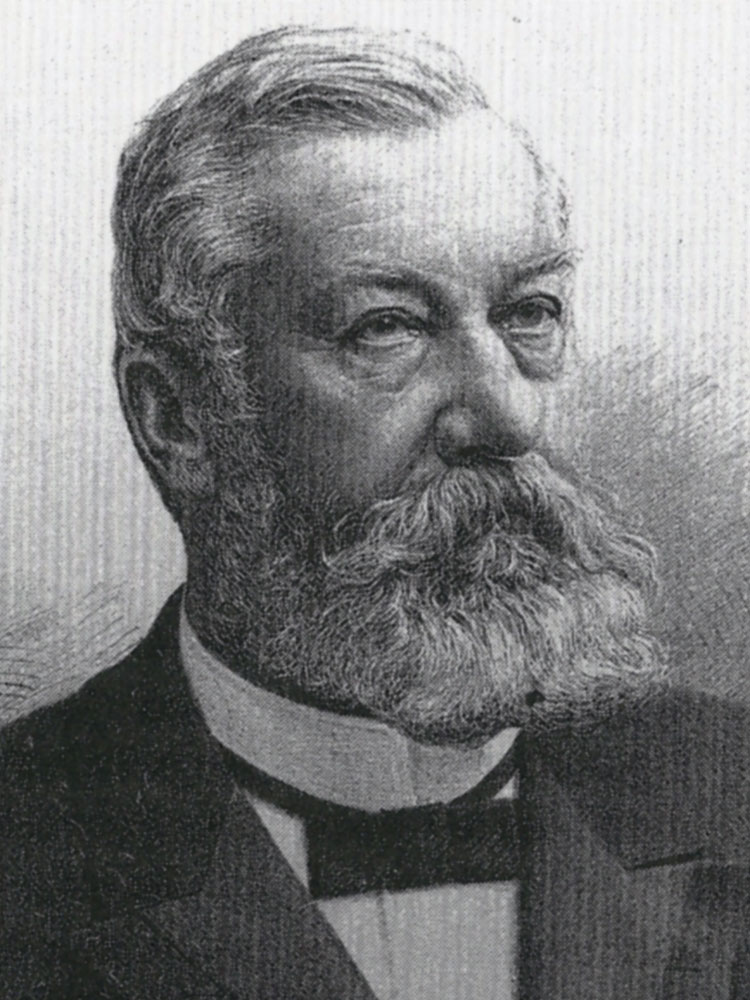
Portait de Joseph Zemp, le premier conseiller fédéral non radical.

L'année 1891 est une année charnière dans l'histoire contemporaine du pays, de par les importantes modifications qui s'y déroulent à la fois sur le plan politique, culturel et social.
C'est tout d'abord l'élection, le 17 décembre 1891 du Lucernois Joseph Zemp au Conseil fédéral qui retient l'attention : pour la première fois, les sept sièges ne sont plus occupés par des radicaux qui doivent accepter un catholique conservateur parmi eux, formant ainsi un premier gouvernement de concordance. Depuis plusieurs années, les anciens adversaires de l'époque du Sonderbund manifestent leur désir d'entrer au gouvernement fédéral en adoptant une position plus ouverte et en acceptant le compromis.
C'est ensuite, toujours sur le plan politique, l'acceptation, par 60,3 % et 17 cantons contre 4, le 5 juillet 1891 de la modification de la Constitution pour y introduire l'initiative populaire, augmentant ainsi les possibilités offertes à la démocratie directe.
Sur le plan culturel, la célébration du 600e anniversaire de la Confédération, basée sur le double thème de l'exaltation des valeurs du passé et de la construction de la Suisse du futur, se déroule dans l'ensemble du pays. À cette occasion, la fête nationale du 1er août est instituée par le gouvernement en souvenir du pacte de 1291, déclaré acte fondateur de la Confédération des III cantons. La cérémonie officielle, clôturée par l'interprétation de la Cantate du Rütli de Gustave Arnold, se tient sur la prairie du Grütli où, selon la légende, les trois Suisses auraient prêté serment au pacte fédéral.
Enfin, l'année 1891 détient le record du nombre de grèves, soit 52 pour l'ensemble du pays pour un total de plus de 5 000 grévistes. La grande dépression économique qui se fait lourdement sentir explique en partie ce nombre record.

### L'initiative populaire

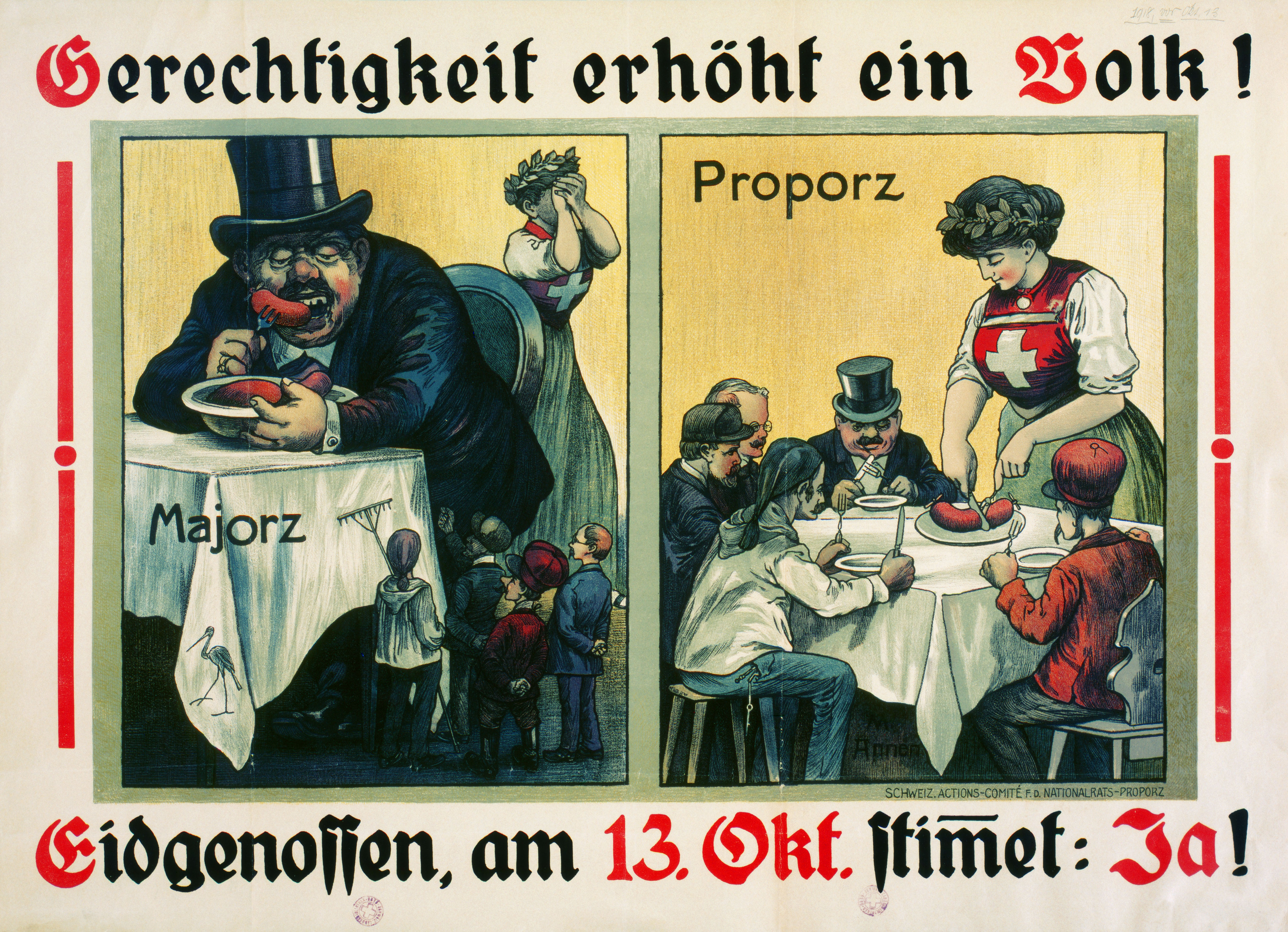
Caricature de 1910 représentant la « majorité » contre la « proportionnelle ».

Le principe de l'initiative populaire, qui permet à un certain nombre de personnes disposant du droit de vote de déposer une proposition de loi qui doit être votée par le peuple, existe dans les cantons de Lucerne et de Saint-Gall dès 1831. Elle est ensuite introduite à Glaris en 1836, Vaud en 1845 et Berne l'année suivante, avant que la plupart des cantons ne l'adoptent lors du passage à l'État fédéral. Sur le plan fédéral, le droit d'initiative populaire est explicitement mentionné dans la révision de 1872, mais ne figure pas dans celle de 1874. Ce n'est qu'en 1884 que trois députés déposent une motion allant dans ce sens. En 1890, le Conseil fédéral répond à la motion en présentant son projet : une initiative acceptée passe directement dans la Constitution ; la seule parade dont dispose au Parlement étant l'opposition d'un contre-projet, offrant ainsi une alternative au vote. Cette proposition est acceptée en votation populaire le 5 juillet 1891.
Entre 1891 et 1914, neuf initiatives parviennent à réunir les 50 000 signatures nécessaires (nombre qui sera porté à 100 000 en 1977 à la suite de l'introduction du suffrage féminin) ; sur ces neuf initiatives, seules deux sont acceptées par le peuple : l'interdiction de l'abattage du bétail de boucherie selon le rituel juif en 1893 et l'interdiction de la consommation de l'absinthe en 1908, soit un ratio d'environ un tiers de réussite. Ce taux ira en diminuant au fil des années.
Parmi les propositions rejetées, l'une d'entre elles propose d'élire le Conseil national à la proportionnelle plutôt qu'au système majoritaire. Refusée par 59 % des votants, elle sera proposée à nouveau, selon les mêmes termes, dix ans plus tard et refusée à nouveau par 52,5 % des votants, puis une fois encore en 1918 où, cette fois-ci, elle est acceptée par 66 % des voix exprimées.

### La Belle Époque
En Suisse comme dans le reste de l'Europe, l'entrée dans le XXe siècle est célébrée comme le début d'une ère de progrès et de prospérité grâce à la technique, comme l’illustre l'exposition nationale de 1896 à Genève. De fait, économiquement, le pays se porte bien, offrant à ses citoyens des conditions de vie modernes et de nettes augmentations de salaire, allant jusqu'à 86 % entre 1875 et 1913 pour un ouvrier du textile.
Cependant, le pouvoir d'achat des ouvriers n'augmente que très peu pendant cette période, une famille standard devant dépenser environ les trois quarts de ses revenus (femme et enfants devant nécessairement travailler) pour satisfaire ses besoins d'existence, alors que les membres de la classe moyenne de l'époque, tels que les fonctionnaires, peuvent consacrer un tiers de leurs revenus à des dépenses culturelles.
Le parti socialiste suisse, qui adopte dès 1904 un programme visant à la « révolution prolétarienne », et les syndicalistes soutenus par les philanthropes et les ecclésiastiques tels que le pape Léon XIII qui publie en 1891 l'encyclique Rerum novarum en faveur d'un juste salaire pour les travailleurs, se battent et luttent contre le fossé socio-économique qui se creuse : plus de 130 grèves en moyenne par an sont répertoriées entre 1900 et 1914 avec une pointe en 1907 où 32 000 grévistes participent à 276 grèves au total. Pendant la Belle Époque, les grèves deviennent générales et touchent de multiples corps de métiers ; les patrons ripostent en engageant des « briseurs de grève », qui doivent parfois être protégés par la police ou l'armée. Ce climat politique, bien que profondément touché par les évènements du XXe siècle, va atteindre son paroxysme lors de la grève générale de 1918 en Suisse avant que différentes avancées sociales ne permettent un retour au calme et à la normalité dans le pays.